# Holothele rondoni
Holothele rondoni är en spindelart som först beskrevs av Lucas och Wolfgang Bücherl 1972.  Holothele rondoni ingår i släktet Holothele och familjen fågelspindlar. Inga underarter finns listade i Catalogue of Life.